# Beşiktaş Jimnastik Kulübü 2025-2026
Questa voce raccoglie le informazioni riguardanti il Beşiktaş Jimnastik Kulübü nelle competizioni ufficiali della stagione 2025-2026.

## Maglie e sponsor
Per la stagione 2025-2026, lo sponsor tecnico è Adidas, mentre il main sponsor sulle maglie è Beko.
|  | Casa | Trasferta | Terza divisa |

## Rosa
Dati aggiornati al 18 agosto 2025.
| N. |                                 | Ruolo | Calciatore              |
| -- | ------------------------------- | ----- | ----------------------- |
| 1  | Turchia (bandiera)              | P     | Mert Günok ()           |
| 2  | Norvegia (bandiera)             | D     | Jonas Svensson          |
| 4  | Nigeria (bandiera)              | C     | Wilfred Ndidi           |
| 3  | Brasile (bandiera)              | D     | Gabriel Paulista        |
| 5  | Turchia (bandiera)              | C     | Demir Ege Tıknaz        |
| 6  | Bosnia ed Erzegovina (bandiera) | C     | Amir Hadžiahmetović     |
| 7  | Kosovo (bandiera)               | A     | Milot Rashica           |
| 8  | Turchia (bandiera)              | C     | Salih Uçan              |
| 9  | Inghilterra (bandiera)          | A     | Tammy Abraham           |
| 10 | Turchia (bandiera)              | C     | Orkun Kökçü             |
| 11 | Ecuador (bandiera)              | A     | Keny Arroyo             |
| 14 | Germania (bandiera)             | D     | Felix Uduokhai          |
| 15 | Inghilterra (bandiera)          | A     | Alex Oxlade-Chamberlain |
| 17 | Turchia (bandiera)              | C     | Kartal Yılmaz           |
| 18 | Portogallo (bandiera)           | C     | João Mário              |
| 20 | Turchia (bandiera)              | C     | Necip Uysal             |
| 22 | Germania (bandiera)             | D     | Taylan Bulut            |

| N. |                       | Ruolo | Calciatore        |
| -- | --------------------- | ----- | ----------------- |
| 23 | Albania (bandiera)    | C     | Ernest Muçi       |
| 24 | Turchia (bandiera)    | D     | Tayyib Sanuç      |
| 27 | Portogallo (bandiera) | A     | Rafa Silva        |
| 28 | Libia (bandiera)      | C     | Al-Musrati        |
| 30 | Turchia (bandiera)    | P     | Ersin Destanoğlu  |
| 33 | Turchia (bandiera)    | P     | Emre Bilgin       |
| 39 | Rep. Ceca (bandiera)  | C     | David Jurásek     |
| 53 | Turchia (bandiera)    | D     | Emirhan Topçu     |
| 75 | Turchia (bandiera)    | D     | Tayfur Bingöl     |
| 77 | Colombia (bandiera)   | C     | Élan Ricardo      |
| 79 | Turchia (bandiera)    | D     | Emrecan Terzi     |
| 91 | Turchia (bandiera)    | A     | Mustafa Hekimoğlu |
| 93 | Turchia (bandiera)    | D     | Arda Özüarap      |
| 96 | Turchia (bandiera)    | P     | Emir Yaşar        |
| -- | Camerun (bandiera)    | C     | Jean Onana        |
| 90 | Turchia (bandiera)    | A     | Semih Kılıçsoy    |

## Trasferimenti
Dati aggiornati al 18 agosto 2025.

### Sessione estiva
| Acquisti         | Acquisti            | Acquisti         | Acquisti                                                                      |
| R.               | Nome                | da               | Modalità                                                                      |
| ---------------- | ------------------- | ---------------- | ----------------------------------------------------------------------------- |
| C                | Wilfred Ndidi       | Leicester City   | definitivo (9.5 milioni €)                                                    |
| D                | Taylan Bulut        | Schalke 04       | definitivo (6 milioni €)                                                      |
| D                | Felix Uduokhai      | Augusta          | definitivo (riscatto cartellino - 5 milioni €)                                |
| A                | Tammy Abraham       | Roma             | prestito oneroso con obbligo di riscatto (2 milioni € + 13 milioni $ + bonus) |
| C                | João Mário          | Benfica          | definitivo (obbligo di riscatto - 2 milioni €)                                |
| C                | Orkun Kökçü         | Benfica          | prestito con obbligo di riscatto                                              |
| D                | David Jurásek       | Benfica          | prestito con opzione di acquisto                                              |
| C                | Al-Musrati          | Monaco           | rientro prestito                                                              |
| C                | Demir Ege Tıknaz    | Rio Ave          | rientro prestito                                                              |
| C                | Kartal Yılmaz       | Kayserispor      | rientro prestito                                                              |
| A                | Can Keles           | Kasımpaşa        | rientro prestito                                                              |
| C                | Jean Onana          | Genoa            | rientro prestito                                                              |
| P                | Emre Bilgin         | Fatih Karagümrük | rientro prestito                                                              |
| C                | Kerem Atakan Kesgin | Bandırmaspor     | rientro prestito                                                              |
| C                | Tayfur Bingöl       | Eyüpspor         | rientro prestito                                                              |
| D                | Emrecan Uzunhan     | Antalyaspor      | rientro prestito                                                              |
| A                | Azad Demir          | Zonguldakspor    | rientro prestito                                                              |
| Altre operazioni |                     |                  |                                                                               |
| R.               | Nome                | da               | Modalità                                                                      |
| A                | Jackson Muleka      | Al-Kholood       | rientro prestito                                                              |

| Cessioni         | Cessioni              | Cessioni            | Cessioni                                               |
| R.               | Nome                  | a                   | Modalità                                               |
| ---------------- | --------------------- | ------------------- | ------------------------------------------------------ |
| C                | Gedson Fernandes      | Spartak Mosca       | definitiva (20.78 milioni €)                           |
| D                | Bakhtiyor Zaynutdinov | Dinamo Mosca        | definitiva (2.8 milioni €)                             |
| A                | Jackson Muleka        | Al-Kholood          | definitiva (obbligo di riscatto - 1,5 milioni €)       |
| A                | Semih Kılıçsoy        | Cagliari            | prestito oneroso con diritto di riscatto (1 milione €) |
| D                | Onur Bulut            | İstanbul Başakşehir | definitiva (325 mila €)                                |
| D                | Arthur Masuaku        |                     | definitiva (svincolato)                                |
| A                | Ciro Immobile         |                     | definitiva (svincolato)                                |
| C                | Kerem Atakan Kesgin   | Sivasspor           | definitiva (?)                                         |
| A                | Azad Demir            | Galata              | definitiva (?)                                         |
| A                | Can Keles             | Kocaelispor         | prestito                                               |
| C                | Fahri Ay              | İstanbulspor        | prestito                                               |
| A                | Arda Kılıç            | Novi Pazar          | prestito                                               |
| Altre operazioni |                       |                     |                                                        |
| R.               | Nome                  | da                  | Modalità                                               |
| P                | Göktuğ Baytekin       | Sakaryaspor         | prestito                                               |
| D                | Felix Uduokhai        | Augusta             | fine prestito                                          |
| A                | João Mário            | Benfica             | fine prestito                                          |

## Risultati
Dati aggiornati al 18 agosto 2025.

### Süper Lig

#### Risultati
| Arbitro: | Halil Umut Meler |

|                                        |           |              |
| T. Abraham 19’ (rig.) Rafa Silva 90+6’ | Marcatori | 29’ M. Thiam |

| Kayseri ... ..., ore --:-- TRT 1ª giornata | Kayserispor | – (rinviata) referto | Beşiktaş | Kadir Has Stadyumu |

| Konya ... ..., ore --:-- TRT 3ª giornata | Konyaspor | – (rinviata) referto | Beşiktaş | Medaş Konya Büyükşehir Stadyumu |

| Istanbul 31 agosto 2025, ore --:-- TRT 4ª giornata | Alanyaspor | – referto | Beşiktaş | Alanya Oba Stadyumu |

| Istanbul 14 settembre 2025, ore --:-- TRT 5ª giornata | Beşiktaş | – referto | İstanbul Başakşehir | Tüpraş Stadyumu |

| Göztepe 21 settembre 2025, ore --:-- TRT 6ª giornata | Göztepe | – referto | Beşiktaş | Gürsel Aksel Stadyumu |

| Istanbul 28 settembre 2025, ore --:-- TRT 7ª giornata | Beşiktaş | – referto | Kocaelispor | Tüpraş Stadyumu |

| Istanbul 5 ottobre 2025, ore --:-- TRT 8ª giornata (Rivalità Beşiktaş-Galatasaray) | Galatasaray | – referto | Beşiktaş | Ali Sami Yen Spor Kompleksi Rams Park |

| Istanbul 19 ottobre 2025, ore --:-- TRT 9ª giornata | Beşiktaş | – referto | Gençlerbirliği | Tüpraş Stadyumu |

| Istanbul 26 ottobre 2025, ore --:-- TRT 10ª giornata | Kasımpaşa | – referto | Beşiktaş | Recep Tayyip Erdoğan Stadyumu |

| Istanbul 2 novembre 2025, ore --:-- TRT 11ª giornata (Rivalità Beşiktaş-Fenerbahçe) | Beşiktaş | – referto | Fenerbahçe | Tüpraş Stadyumu |

| Antalya 9 novembre 2025, ore --:-- TRT 12ª giornata | Antalyaspor | – referto | Beşiktaş | Corendon Airlines Park Antalya |

| Istanbul 23 novembre 2025, ore --:-- TRT 13ª giornata | Beşiktaş | – referto | Samsunspor | Tüpraş Stadyumu |

| Istanbul 30 novembre 2025, ore --:-- TRT 14ª giornata | Fatih Karagümrük | – referto | Beşiktaş | Atatürk Olimpiyat Stadyumu |

| Istanbul 7 dicembre 2025, ore --:-- TRT 15ª giornata | Beşiktaş | – referto | Gaziantep | Tüpraş Stadyumu |

| Trabzon 14 dicembre 2025, ore --:-- TRT 16ª giornata | Trabzonspor | – referto | Beşiktaş | Papara Park |

| Istanbul 21 dicembre 2025, ore --:-- TRT 17ª giornata | Beşiktaş | – referto | Çaykur Rizespor | Tüpraş Stadyumu |

| Istanbul 18 gennaio 2026, ore --:-- TRT 18ª giornata | Beşiktaş | – referto | Kayserispor | Tüpraş Stadyumu |

| Istanbul 25 gennaio 2026, ore --:-- TRT 19ª giornata | Eyüpspor | – referto | Beşiktaş | Recep Tayyip Erdoğan Stadyumu |

| Istanbul 1° febbraio 2026, ore --:-- TRT 20ª giornata | Beşiktaş | – referto | Konyaspor | Tüpraş Stadyumu |

| Istanbul 8 febbraio 2026, ore --:-- TRT 21ª giornata | Beşiktaş | – referto | Alanyaspor | Tüpraş Stadyumu |

| Istanbul 15 febbraio 2026, ore --:-- TRT 22ª giornata | İstanbul Başakşehir | – referto | Beşiktaş | Başakşehir Fatih Terim Stadyumu |

| Istanbul 22 febbraio 2026, ore --:-- TRT 23ª giornata | Beşiktaş | – referto | Göztepe | Tüpraş Stadyumu |

| Izmit 1° marzo 2026, ore --:-- TRT 24ª giornata | Kocaelispor | – referto | Beşiktaş | Kocaeli Stadyumu |

| Istanbul 8 marzo 2026, ore --:-- TRT 25ª giornata (Rivalità Beşiktaş-Galatasaray) | Beşiktaş | – referto | Galatasaray | Tüpraş Stadyumu |

| Ankara 15 marzo 2026, ore --:-- TRT 26ª giornata | Gençlerbirliği | – referto | Beşiktaş | Eryaman Stadyumu |

| Istanbul 22 marzo 2026, ore --:-- TRT 27ª giornata | Beşiktaş | – referto | Kasımpaşa | Tüpraş Stadyumu |

| Istanbul 5 aprile 2026, ore --:-- TRT 28ª giornata (Rivalità Beşiktaş-Fenerbahçe) | Fenerbahçe | – referto | Beşiktaş | Ülker Stadyumu Fenerbahçe Şükrü Saracoğlu Spor Kompleksi |

| Istanbul 12 aprile 2026, ore --:-- TRT 29ª giornata | Beşiktaş | – referto | Antalyaspor | Tüpraş Stadyumu |

| Samsun 19 aprile 2026, ore --:-- TRT 30ª giornata | Samsunspor | – referto | Beşiktaş | Samsun 19 Mayıs Stadyumu |

| Istanbul 26 aprile 2026, ore --:-- TRT 31ª giornata | Beşiktaş | – referto | Fatih Karagümrük | Tüpraş Stadyumu |

| Gaziantep 3 maggio 2026, ore --:-- TRT 32ª giornata | Gaziantep | – referto | Beşiktaş | Gaziantep Büyükşehir Stadyumu |

| Istanbul 10 maggio 2026, ore --:-- TRT 33ª giornata | Beşiktaş | – referto | Trabzonspor | Tüpraş Stadyumu |

| Rize 17 maggio 2026, ore --:-- TRT 32ª giornata | Çaykur Rizespor | – referto | Beşiktaş | Çaykur Didi Stadyumu |

### UEFA Europa League
Avendo concluso il campionato della stagione precedente al 4° posto, il Beşiktaş ha ottenuto la qualificazione alla Europa League, accedendo al secondo turno preliminare.

#### Qualificazioni

##### Secondo turno
Dal sorteggio del secondo turno, svoltosi il 18 giugno 2025, il Beşiktaş è stato accoppiato alla squadra vincente del confronto del primo turno tra Shakhtar Donetsk (Ucraina) e Ilves (Finlandia).

###### Risultati
| Arbitro: | Georgi Kabakov |

|                                      |           |                                                |
| T. Abraham 40’ (rig.) João Mário 87’ | Marcatori | 7’ Alisson 28’ Eguinaldo 67’ Kevin 90+6’ Kevin |

| Arbitro: | Juan Martínez Munuera |

|                            |           |  |
| Kevin 12’ Kauã Elias 45+1’ | Marcatori |  |

Con il risultato aggregato di 6–2 in favore dello Shakhtar, il Beşiktaş è stato eliminato dalla Europa League, passando a disputare il terzo turno di Conference League.

### UEFA Conference League
Venendo eliminati al secondo turno delle qualificazioni di Europa League, il Beşiktaş ha ottenuto il diritto di accedere alle qualificazioni di Conference League, a partire dal terzo turno.

#### Terzo turno
Dal sorteggio del terzo turno, svoltosi il 21 luglio 2025 presso la sede della UEFA a Nyon (Svizzera), il Beşiktaş è stato accoppiato al St. Patrick's (Irlanda).

##### Risultati
| Arbitro: | David Šmajc |

|              |           |                                                                   |
| S. Power 49’ | Marcatori | 8’ João Mário 14’ T. Abraham 23’ T. Abraham 43’ (rig.) T. Abraham |

| Arbitro: | António Nobre |

|                                               |           |                                      |
| D.E. Tiknaz 43’ T. Abraham 49’ João Mário 79’ | Marcatori | 3’ (rig.) C. Carty 34’ R. McLaughlin |

Con il risultato aggregato di 7–3 in suo favore, il Beşiktaş ha eliminato il Saint Patrick's e si è qualificato agli spareggi di Conference League.

#### Spareggi
Dal sorteggio degli spareggi, tenutosi il 4 agosto 2025 presso la sede della UEFA a Nyon (Svizzera) il Beşiktaş è stato accoppiato al Losanna (Svizzera).

##### Risultati
| Losanna 21 agosto 2025, ore --:-- CEST Spareggi (andata) | Losanna | – | Beşiktaş | Stade de la Tuilière |

| Istanbul 28 agosto 2025, ore --:-- TRT Spareggi (ritorno) | Beşiktaş | – (tot.: –) | Losanna | Tüpraş Stadyumu |

## Statistiche
Dati aggiornati al 18 agosto 2025.

### Statistiche di squadra
| Competizione      | Punti  | In casa | In casa | In casa | In casa | In casa | In casa | In trasferta | In trasferta | In trasferta | In trasferta | In trasferta | In trasferta | Totale | Totale | Totale | Totale | Totale | Totale | DR |
| Competizione      | Punti  | G       | V       | N       | P       | Gf      | Gs      | G            | V            | N            | P            | Gf           | Gs           | G      | V      | N      | P      | Gf     | Gs     | DR |
| ----------------- | ------ | ------- | ------- | ------- | ------- | ------- | ------- | ------------ | ------------ | ------------ | ------------ | ------------ | ------------ | ------ | ------ | ------ | ------ | ------ | ------ | -- |
| Süper Lig         | 3      | 1       | 1       | 0       | 0       | 2       | 1       | 0            | 0            | 0            | 0            | 0            | 0            | 1      | 1      | 0      | 0      | 2      | 1      | +1 |
| Türkiye Kupası    | [ 57 ] | 0       | 0       | 0       | 0       | 0       | 0       | 0            | 0            | 0            | 0            | 0            | 0            | 0      | 0      | 0      | 0      | 0      | 0      | 0  |
| Europa League     | [ 58 ] | 1       | 0       | 0       | 1       | 2       | 4       | 1            | 0            | 0            | 1            | 0            | 2            | 2      | 0      | 0      | 2      | 2      | 6      | -4 |
| Conference League | [ 58 ] | 1       | 1       | 0       | 0       | 3       | 2       | 1            | 1            | 0            | 0            | 4            | 1            | 2      | 2      | 0      | 0      | 7      | 3      | +4 |
| Totale            | 3      | 3       | 2       | 0       | 1       | 7       | 7       | 2            | 1            | 0            | 1            | 4            | 3            | 5      | 3      | 0      | 2      | 11     | 10     | +1 |

### Andamento in campionato
| Giornata  | 1 | 2 | 3 | 4 | 5 | 6 | 7 | 8 | 9 | 10 | 11 | 12 | 13 | 14 | 15 | 16 | 17 | 18 | 19 | 20 | 21 | 22 | 23 | 24 | 25 | 26 | 27 | 28 | 29 | 30 | 31 | 32 | 33 | 34 | 35 | 36 | 37 | 38 |
| --------- | - | - | - | - | - | - | - | - | - | -- | -- | -- | -- | -- | -- | -- | -- | -- | -- | -- | -- | -- | -- | -- | -- | -- | -- | -- | -- | -- | -- | -- | -- | -- | -- | -- | -- | -- |
| Luogo     |   | C |   |   |   |   |   |   |   |    |    |    |    |    |    |    |    |    |    |    |    |    |    |    |    |    |    |    |    |    |    |    |    |    |    |    |    |    |
| Risultato |   | V |   |   |   |   |   |   |   |    |    |    |    |    |    |    |    |    |    |    |    |    |    |    |    |    |    |    |    |    |    |    |    |    |    |    |    |    |
| Posizione |   | ? |   |   |   |   |   |   |   |    |    |    |    |    |    |    |    |    |    |    |    |    |    |    |    |    |    |    |    |    |    |    |    |    |    |    |    |    |

Legenda:

Luogo: C = Casa; T = Trasferta. Risultato: V = Vittoria; N = Pareggio; P = Sconfitta.

### Statistiche individuali
Sono in corsivo i calciatori che hanno lasciato la società a stagione in corso.
| Giocatore         | Süper Lig | Süper Lig | Süper Lig   | Süper Lig  | Türkiye Kupası | Türkiye Kupası | Türkiye Kupası | Türkiye Kupası | Europa League | Europa League | Europa League | Europa League | Conference League | Conference League | Conference League | Conference League | Totale   | Totale | Totale      | Totale     |
| Giocatore         | Presenze  | Reti      | Ammonizioni | Espulsioni | Presenze       | Reti           | Ammonizioni    | Espulsioni     | Presenze      | Reti          | Ammonizioni   | Espulsioni    | Presenze          | Reti              | Ammonizioni       | Espulsioni        | Presenze | Reti   | Ammonizioni | Espulsioni |
| ----------------- | --------- | --------- | ----------- | ---------- | -------------- | -------------- | -------------- | -------------- | ------------- | ------------- | ------------- | ------------- | ----------------- | ----------------- | ----------------- | ----------------- | -------- | ------ | ----------- | ---------- |
| T. Abraham        | 1         | 1         | 0           | 0          | -              | -              | -              | -              | 2             | 1             | 0             | 0             | 2                 | 4                 | 0                 | 0                 | 5        | 6      | 0           | 0          |
| K. Arroyo         | -         | -         | -           | -          | -              | -              | -              | -              | -             | -             | -             | -             | 2                 | 0                 | 0                 | 0                 | 2        | 0      | 0           | 0          |
| T. Bingöl         | -         | -         | -           | -          | -              | -              | -              | -              | 1             | 0             | 0             | 0             | 1                 | 0                 | 0                 | 0                 | 2        | 0      | 0           | 0          |
| T. Bulut          | 1         | 0         | 0           | 0          | -              | -              | -              | -              | -             | -             | -             | -             | -                 | -                 | -                 | -                 | 1        | 0      | 0           | 0          |
| G. Fernandes      | -         | -         | -           | -          | -              | -              | -              | -              | 1             | 0             | 0             | 0             | -                 | -                 | -                 | -                 | 1        | 0      | 0           | 0          |
| Gabriel Paulista  | 1         | 0         | 0           | 0          | -              | -              | -              | -              | 2             | 0             | 1             | 0             | 2                 | 0                 | 0                 | 0                 | 5        | 0      | 1           | 0          |
| M. Günok          | 1         | -1        | 0           | 0          | -              | -              | -              | -              | 2             | -6            | 1             | 0             | 2                 | -3                | 1                 | 0                 | 5        | -10    | 2           | 0          |
| A. Hadžiahmetović | -         | -         | -           | -          | -              | -              | -              | -              | 1             | 0             | 0             | 0             | 1                 | 0                 | 0                 | 0                 | 2        | 0      | 0           | 0          |
| M.E. Hekimoğlu    | -         | -         | -           | -          | -              | -              | -              | -              | -             | -             | -             | -             | 1                 | 0                 | 0                 | 0                 | 1        | 0      | 0           | 0          |
| João Mário        | 1         | 0         | 0           | 0          | -              | -              | -              | -              | 2             | 1             | 0             | 0             | 2                 | 2                 | 0                 | 0                 | 5        | 3      | 0           | 0          |
| D. Jurásek        | -         | -         | -           | -          | -              | -              | -              | -              | 2             | 0             | 0             | 0             | 2                 | 0                 | 0                 | 0                 | 4        | 0      | 0           | 0          |
| O. Kökçü          | 1         | 0         | 0           | 0          | -              | -              | -              | -              | 1             | 0             | 0             | 0             | 2                 | 0                 | 0                 | 0                 | 4        | 0      | 0           | 0          |
| E. Muçi           | -         | -         | -           | -          | -              | -              | -              | -              | 2             | 0             | 0             | 0             | 2                 | 0                 | 0                 | 0                 | 4        | 0      | 0           | 0          |
| W. Ndidi          | 1         | 0         | 1           | 0          | -              | -              | -              | -              | -             | -             | -             | -             | -                 | -                 | -                 | -                 | 1        | 0      | 1           | 0          |
| Rafa Silva        | 1         | 1         | 0           | 0          | -              | -              | -              | -              | 2             | 0             | 0             | 0             | 2                 | 0                 | 0                 | 0                 | 5        | 1      | 0           | 0          |
| M. Rashica        | 1         | 0         | 0           | 0          | -              | -              | -              | -              | 1             | 0             | 0             | 0             | 1                 | 0                 | 0                 | 0                 | 3        | 0      | 0           | 0          |
| T. Sanuç          | 1         | 0         | 0           | 0          | -              | -              | -              | -              | -             | -             | -             | -             | 1                 | 0                 | 0                 | 0                 | 2        | 0      | 0           | 0          |
| J. Svensson       | 1         | 0         | 0           | 0          | -              | -              | -              | -              | 2             | 0             | 0             | 0             | 2                 | 0                 | 0                 | 0                 | 5        | 0      | 0           | 0          |
| E. Terzi          | 1         | 0         | 0           | 0          | -              | -              | -              | -              | -             | -             | -             | -             | -                 | -                 | -                 | -                 | 1        | 0      | 0           | 0          |
| D.E. Tıknaz       | 1         | 1         | 1           | 0          | -              | -              | -              | -              | 2             | 0             | 1             | 0             | 2                 | 1                 | 1                 | 0                 | 5        | 2      | 3           | 0          |
| E. Topçu          | 1         | 0         | 0           | 0          | -              | -              | -              | -              | 1             | 0             | 1             | 0             | 2                 | 0                 | 0                 | 0                 | 4        | 0      | 1           | 0          |
| F. Uduokhai       | 1         | 0         | 0           | 0          | -              | -              | -              | -              | 2             | 0             | 1             | 0             | 1                 | 0                 | 0                 | 0                 | 4        | 0      | 1           | 0          |
| N. Uysal          | -         | -         | -           | -          | -              | -              | -              | -              | 1             | 0             | 0             | 0             | -                 | -                 | -                 | -                 | 1        | 0      | 0           | 0          |
| K. Yılmaz         | 1         | 0         | 0           | 0          | -              | -              | -              | -              | 2             | 0             | 1             | 0             | 2                 | 0                 | 0                 | 0                 | 5        | 0      | 1           | 0          |
| S. Kilicsoy       | -         | -         | -           | -          | -              | -              | -              | -              | 2             | 0             | 0             | 0             | -                 | -                 | -                 | -                 | 2        | 0      | 0           | 0          |